# Kuroda (Klan)

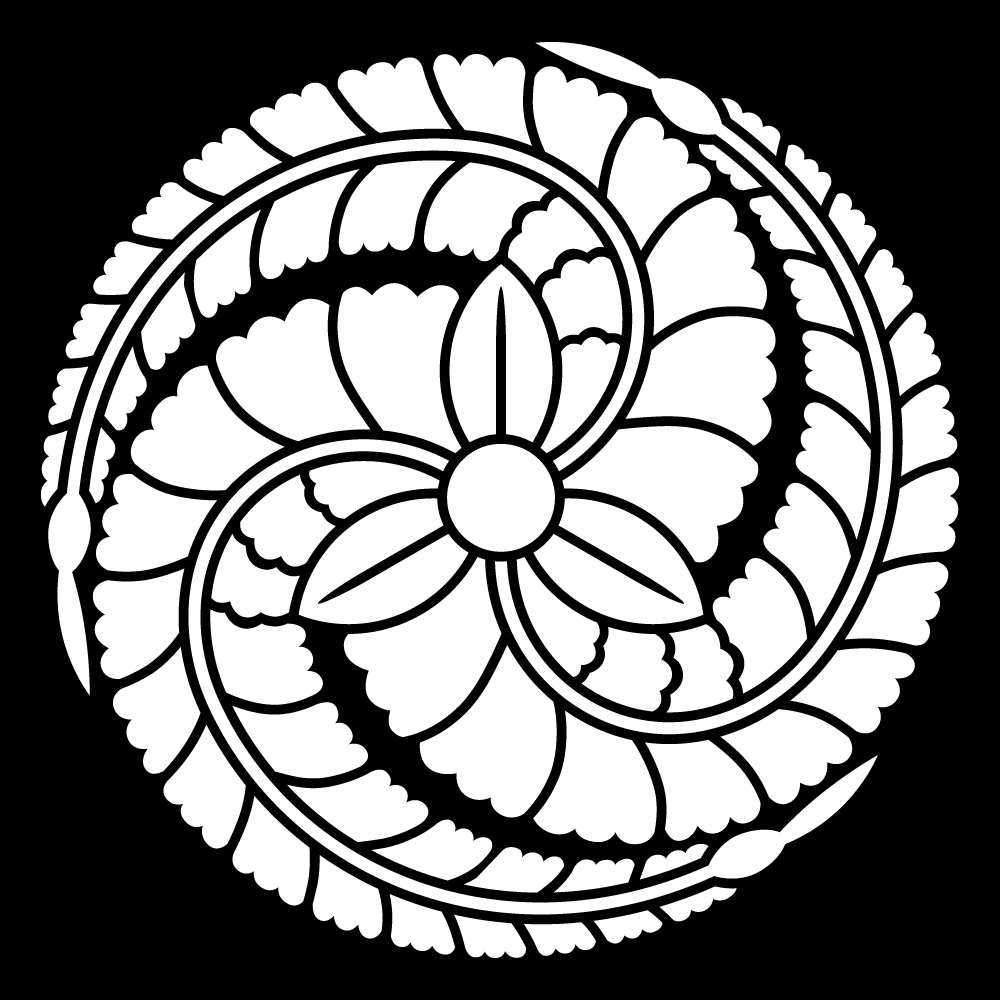
Akitsuki-Kuroda: Fuji-Tomoe (藤巴)

Familienwappen Kuroda: Offener Reis-Sack (石持ち)

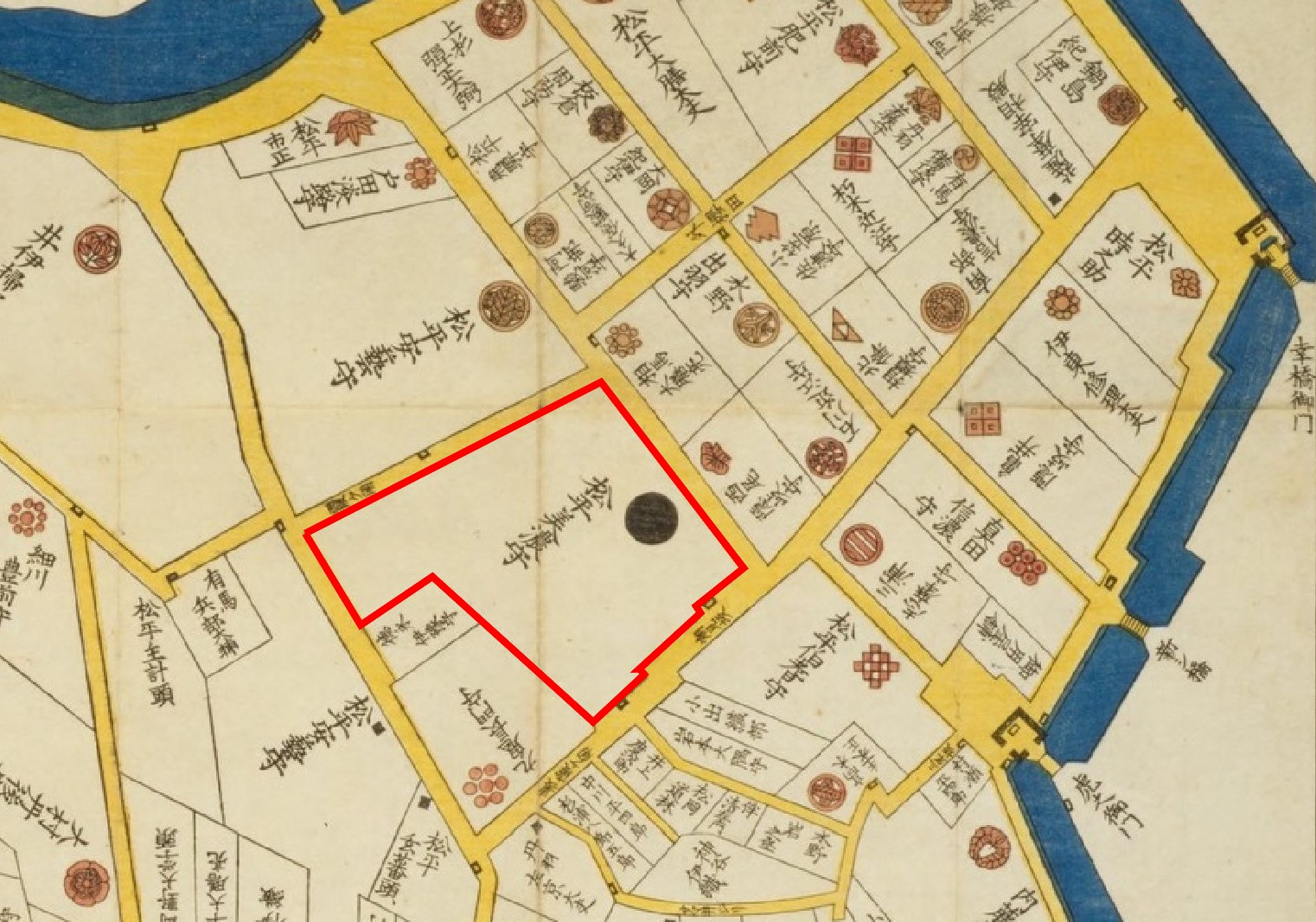
Residenz Kuroda in Edo

Die Kuroda (japanisch 黒田氏, Kuroda-shi) waren eine Familie des japanischen Schwertadels (Buke), die von den Sasaki aus Ōmi abstammte, die sich ihrerseits von den Uda Genji ableiteten. Mit einem Einkommen von 520.000 Koku gehörten die in Fukuoka residierenden Kuroda zu den großen Tozama-Daimyō der Edo-Zeit.

## Genealogie
- Mototaka (職隆; 1524–1585)

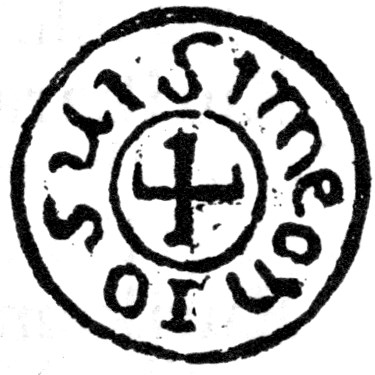
Siegel Yoshitaka

- Yoshitaka (孝高; 1546–1604). Er hieß zunächst Kodera, wurde 1583 auf den Namen „Simeon“ getauft. In portugiesischen Quellen ist er daher als Simeon Condera bekannt. Auf Druck Toyotomi Hideyoshis musste er die Führung des Han seinem Sohn Nagamasa überlassen. Er führte dann auch den Namen Yosui (如水).
- Nagamasa (長政; 1568–1623). Er diente Tokugawa Ieyasu und erhielt Najima Provinz Chikuzen und nannte es um in „Fukuoka“. Er trat aus der Kirche aus.
  - Tadayuki (忠之; 1602–1654)
    - Mitsuyuki (光之; 1628–1707)
      - Tsunamasa (綱政; 1659–1711)
        - Nobumasa (宣政; 1685–1744)  (1)

      - Nagakiyo (長清; 1667–1720)
        - Nagayoshi (長好; 1703–1775)  (2)

  - Nagaoki (長興; 1610–1665)
    - Nagashige (長重; 1659–1710)
      - Naganori (長軌; 1686–1715)
        - Nagasada (長貞; 1524–1585)  (3)

Die Nebenlinie (2) bestand von 1688 bis 1721. Mit ihrem Aussterben ist auch ihr Wohnsitz verschwunden. Die Nebenlinie (2) begnügte sich mit einem Festen Haus (陣屋, jinya).